# Jules Bousquet
Pour les articles homonymes, voir Bousquet.
Ne doit pas être confondu avec Jules Bousquet, joueur de rugby à XV né en 2006.
Pas d'image ? Cliquez ici

a Compétitions nationales et continentales officielles uniquement.

Dernière mise à jour le 1 juillet 2025.
Jules Bousquet, né le 29 octobre 2004 à Soustons, est un joueur français de rugby à XV évoluant au poste de demi de mêlée.

## Biographie
Jules Bousquet naît le 29 octobre 2004 à Soustons. Il est formé à la pratique du rugby à XV au sein du club de sa commune natale, l'Association sportive soustonnaise, de 2009 à 2018, ainsi qu'à celle du judo.
En 2018, il rejoint l'école de rugby de l'Union sportive dacquoise voisine. Lors de la saison 2022-2023, il intègre le centre de formation dacquois et prend part à plusieurs matchs avec l'équipe première évoluant en Nationale, alors âgé de 18 ans et inscrivant un essai dès sa première feuille de match. Pour le dernier match de la saison régulière, il est rappelé en équipe première auprès de six autres espoirs afin de disputer la rencontre en déplacement sur la pelouse du Racing Club narbonnais dans l'optique de laisser au repos plusieurs joueurs cadres tout en récompensant les filières de formation dacquoise, l'US Dax étant déjà qualifiée pour les phases finales ; à cette occasion, il est titularisé au poste de demi de mêlée. L'exercice sportif se clôt sur une promotion en Pro D2 et un titre de vice-champion, bien que Bousquet ne prenne pas part à la finale concédée contre le Valence Romans DR.
Malgré la montée de l'US Dax en Pro D2, Bousquet signe un contrat de formation de deux années avec l'ASM Clermont Auvergne, pensionnaire de Top 14,. Dès l'intersaison, il est appelé dans le groupe clermontois dans le cadre de l'édition 2023 du Supersevens, compétition de rugby à sept rassemblant notamment les équipes professionnelles de Top 14, prenant part à l'étape de Pau puis à l'étape finale ; l'ASM termine le tournoi en remportant la médaille de bronze. S'imposant comme l'un des cadres de l'équipe espoir dirigée par Elvis Vermeulen qui ira jusqu'en demi-finale du championnat, il participe régulièrement en parallèle aux entraînements du groupe professionnel,.
Lors de la saison 2024-2025, prenant part à l'intégralité de la préparation estivale avec le groupe professionnel, il est considéré comme le « quatrième » demi de mêlée dans la hiérarchie derrière les trois joueurs professionnels à ce poste malgré son statut espoir. Fin octobre, il est appelé par Christophe Urios dans le groupe des vingt-trois joueurs de l'équipe première en vue du déplacement au Stade français Paris rugby, afin de pallier les absences de Sébastien Bézy et d'Enzo Sanga, ainsi que pour le récompenser de ses performances et progrès avec l'équipe espoir ; Bousquet joue ainsi son premier match en division professionnelle. Après avoir porté le maillot national en catégorie universitaire, il est rappelé avec l'équipe première de l'ASM au printemps après la blessure de Baptiste Jauneau.
Non conservé avec le groupe professionnel clermontois, il s'engage en faveur de l'USON Nevers, pensionnaire de Pro D2.

## Palmarès

### En rugby à XV
- Championnat de France de Nationale :
  - Vice-champion : 2023 avec l'US Dax[note 1].

### En rugby à sept
- Supersevens :
  - Médaille de bronze : 2023 avec l'ASM Clermont.